# Григорий (Бабунашвили)
Митрополит Григорий (в миру Отари Бабунашвили, груз. ოთარი ბაბუნაშვილი; род. 2 февраля 1979, Тбилиси) — предстоятель Святой православной церкви Северной Америки (Бостонский синод), митрополит Бостонский (с 2015).

## Биография
Родился 2 февраля 1979 года в Тбилиси и был крещён в младенчестве. В 1992 году вместе с матерью переехал в Барселону, где окончил среднюю школу. В это же время начал сознательно посещать единственную православную церковь в Барселоне, принадлежащую Сербской православной церкви, где прислуживал в алтаре.
В 1997 году вместе с большой группой грузинских православных верующих присоединился к юрисдикции Бостонского синода.
В 1998 году, обучаясь в университете в Англии, познакомился с настоятелем американского Свято-Преображенского монастыря в Бостоне игуменом Исааком, а в 1999 году посетил данный монастырь, где встретился с основателем монастыря архимандритом Пантелеимоном (Митропулосом). После завершения образования в Великобритании, вернулся в Грузию, где принимал активное участие в церковной жизни.
В 2007 году поступил в братию Свято-Преображенского монастыря в Бостоне. В том же году начал переводить тексты имяславцев на английский язык, что повлияло на позицию данной юрисдикции: «Пантелеимон был просто ошеломлён. Он сказал: это же православие — то, что они говорят; ничего магического или неправославного там нет. Я тогда пересказал ему и то, какие аргументы иерархи излагали против учения об Имени Божием, и его мнение было, что это неприемлемо, что это какой-то новый этап исихастских споров. И каждый раз, когда я читаю это вероисповедание, я понимаю, что это и есть православие — православное учение об Имени Божием». В марте 2010 года был пострижен в монашество с именем Григорий в честь святителя Григория Паламы.
29 апреля 2012 года в соборе святителя Марка Эфесского в Рослиндэйле, штат Массачусетс, был рукоположен в сан епископа Конкордского. Хиротонию совершили: митрополита Бостонский Ефрем (Спанос), митрополит Торонтский Макарий (Катре) и епископ Карлайсльский Димитрий (Кириаку).
13 августа 2015 года избран митрополитом Бостонским, первоиерархом Бостонского синода.